# زیردریایی یو-۱۹۸
زیردریایی یو-۱۹۸ (به انگلیسی: German submarine U-198) یک زیردریایی بود که طول آن ۸۷٫۶۰ متر (۲۸۷٫۴ فوت) بود.